# 正映マキノキネマ
正映マキノキネマ（しょうえいマキノキネマ、1932年2月 設立 - 同年3月29日 解散）は、かつて京都に存在した映画会社である。高村正次と立花良介が「マキノ再興」を目指して、かつて牧野省三が建設した「御室撮影所」に設立したが、資金難で2か月で解散した。正映マキノプロダクション（しょうえいマキノプロダクション）とも呼ばれた。略称正映マキノ（しょうえいマキノ）。

## 略歴・概要
1932年（昭和7年）2月、大衆文芸映画社の高村正次と、半年前まで帝国キネマの専務取締役であった立花良介が、「マキノ本家」と提携し、旧マキノ・プロダクションの「御室撮影所」に設立したのが、この「正映マキノキネマ」である。同撮影所を「正映マキノ撮影所」とし、撮影所長に牧野省三（1929年死去）の妻・知世子が就任した。
ところが、同年2月4日、スタジオ中を整備していたところ、原因不明の出火により同撮影所は事務所、工作所、食堂、衣裳部屋を残して全焼、焼失する。急造のバラックスタジオで、牧野の長男・マキノ正博監督が『二番手赤穂浪士』ほかを撮影したが、配給網が確立できず、資金難となり、3月末に解散となる。『二番手赤穂浪士』の配給権を日活に売却、代金を従業員への解散手当てとした。また、後藤岱山監督の『仇討兄弟鑑』を大衆文芸映画社との製作提携作とし、「正映マキノキネマ」作品の青山正雄監督の『喧嘩道中記』とともに、菅原通済が当時経営していた洋画配給会社「国際映画社」が配給し、同年5月12日に公開された。製作した映画はすべてサイレント映画であった。
さらに半年後には、高村正次が映画製作を断念した東亜キネマを買収、同社の社長を辞任した南喜三郎とともに、宝塚キネマ興行を御室に設立、「御室撮影所」を「宝塚キネマ撮影所」と改称して稼動させた。「正映マキノキネマ」の残党の受け皿となった。

## 専属スタッフ・キャスト
1932年（昭和7年）2月、正映マキノキネマの創設に参加したスタッフ・キャストの一覧である。
脚本
比佐芳武、社喜久江
監督
マキノ正博、堀江大生、久保為義、後藤岱山、福西譲治
技術部
石野誠三
俳優
嵐幸三郎、市川米十郎、嵐冠三郎、マキノ登六、林誠太郎、若松文男、都賀清司、松浦築枝、鈴村京子、北岡よし江、毛利安子
文芸部長
久米正雄
企画部長
直木三十五

## フィルモグラフィ
1932年
- 『二番手赤穂浪士』 : 監督マキノ正博、原作・脚本比佐芳武、撮影宮本信夫、主演市川米十郎・鈴村京子、共演荒木忍、配給日活、1932年4月8日公開[5]
- 『黎明』 : 総指揮・監督マキノ正博、共同監督金森万象、主演マキノ智子・南光明、配給日活、1932年製作・1933年公開[6]

- 『喧嘩道中記』 : 監督青山正雄、原作・脚本比佐芳武、撮影宮本信夫、主演嵐幸三郎・鈴村京子、配給国際映画社、1932年5月12日公開
- 『仇討兄弟鑑』 : 監督後藤岱山、原作菊池寛、脚本藤原忠、撮影石野誠三、主演片岡鶴太郎・鈴村京子、共演市川米十郎・松浦築枝、提携製作大衆文芸映画社、配給国際映画社、1932年5月12日公開